# Cyne perfoliata
Cyne perfoliata es una especie de arbusto perteneciente a la familia Loranthaceae. Es originaria de Nueva Guinea.

## Taxonomía
Cyne perfoliata, fue descrita por (Danser) Barlow  y publicado en Blumea 38(1): 106. 1993.
Sinonimia
- Tetradyas perfoliata Danser[3]